# 凱文·姆巴布
梅林戈·凱文·姆巴布（法語：Melingo Kevin Mbabu；1995年4月19日—），瑞士足球運動員，現効力丹麥足球超級聯賽球隊中日德兰，瑞士國家足球隊成員，司職后卫。

## 俱樂部生涯
姆巴布出生在瑞士謝訥布日裡，他的父親是法國人，母親是剛果共和國人。姆巴布的職業生涯開始在塞爾維特，之後他轉戰英超，加盟紐卡素。在球隊的四個賽季，他在英超賽場只有過三次上陣的記錄。在2014/15年賽季租借效力蘇超豪門格拉斯哥流浪。 2016年，他回到瑞士加盟伯爾尼年輕人。
在2016/17年賽季，他幫助球隊取得了聯賽排名第二的成績。而過去的兩個賽季，他幫助球隊連續兩次奪得聯賽冠軍，並在2018年獲得瑞士最佳球員的提名。
德甲球隊狼堡官方宣佈，球隊在2019年夏天正式簽下瑞士超球隊伯爾尼年輕人後衛姆巴布。

## 國家隊生涯
由於血統關係，姆巴布可選擇代表法國、剛果民主共和國和瑞士國家隊參加比賽。他曾是瑞士U-16至U-21國家隊的成員。
2018年5月，姆巴布入選了2018年世界盃瑞士隊初步陣容，但最終未能入選正選名單。

## 外部連結
- Soccerway資料庫：凱文·姆巴布
- 凯文·姆巴布[永久]在servettefc.ch中的档案